# セス・レイノア
セス・ジャガー・レイノア（Seth Jagger Raynor、1874年5月7日 - 1926年1月23日）は、米国人ゴルフコース設計家で土木技師。1914年に40歳で初めてゴルフコースの設計を手掛け、その後およそ13年間で85のゴルフコースを設計した。ナショナルゴルフリンクスオブアメリカを創立し、また、世界ゴルフ殿堂入りしたチャールズ・B・マクドナルドから指導を受けた。
レイノアは、彼の死後に未完成だった作品の多くを完成させたチャールズ・バンクスを指導した。バンクスは単独で設計を続け、約15のコースを手掛けた。
ニューヨーク州マナービルで生まれた。プリンストン大学に入学し土木工学を学んだが、1898年に学位を取得せず退学した。1903年にアラミンタ（ミンタ）・ハロック (Araminta Hallock) と結婚し、そののち終の棲家となるサウサンプトン近郊の排水路工事、道路工事、水道工事で数年間生計を立てた。

## ゴルフコース設計家、建築家
1908年、ロングアイランドのサウサンプトンにあるナショナルゴルフリンクスオブアメリカ (National Golf Links of America, NGLA) 建設予定地の境界線測量作業をマクドナルドから依頼された。NGLA が開場すると、米国で最良、世界でも最高の設計の一つであると評価された。マクドナルドはレイノアの仕事に感心し、その後マクドナルドが設計したコースの建設工事を任せるという形態での共同作業をするようになった（パイピングロッククラブ、セントルイスカントリークラブ、ミッドオーシャンクラブなど合わせて15コースほど）。1914年頃には、レイノアが初めて自身で設計を行った（コネチカット州のカントリークラブオブフェアフィールド、ロングアイランドのウェストハンプトンカントリークラブ）。1914年から1917年にわたり、マクドナルドが設計したリードークラブのコースの工事管理をしたが、このプロジェクトはそれまでにない難工事となり、費用もそれまでの最高額となった。
レイノアは滅多にゴルフをプレーしなかった。スポーツ全般についてあまり得意ではなく、彼自身のゴルフ感でコースを設計することを避けていたという。
レイノアのすべてのコースは、マクドナルドがブリテン島やヨーロッパにおいて理想的であるとみなしたゴルフ場の特定のホール、例えばレダン、ビアリッツ、エデン、リーベン、ロード、メイデンなどを脚色・アレンジしたものである。マクドナルドや後のチャールズ・バンクス同様、レイノアはオリジナルに見出したコンセプトをこれから設計しようとするホールに適合させたが、それはコピーすることではなかった。レイノアは実物を直接見たことがない。ただし、すべてのレイノアのゴルフコースで見ることができる最高のホールとはいえないもののうちいくつかは、理想的なゴルフホールに基づいてレイノア自身が創造したものである。
レイノアが設計したコースのいくつかは現在でも大きな大会の会場となっている。ホノルルのワイアラエカントリークラブは1960年代からPGAツアーのソニーオープンの開催地となっており、これはツアーの中でも同じコースでの最長の連続開催地の一つである。ウェストバージニア州のグリーンブライヤーインホワイトサルファースプリングスのオールドホワイトTPCコースでもPGAツアーが開催されている。イ・ジョンウンが優勝した2019年の全米女子オープンが開催されたカントリークラブオブチャールストンもレイノアの作品である。
1926年、パリス・シンガーのプライベートコース（しばしばエバーグレーズゴルフクラブと間違われる）の設計を手掛け、その開場のために訪れたフロリダ州ウェストパームビーチで肺炎になり、妻に看取られながら死んだ。51歳だった。